# Olszewo-Borki
Olszewo-Borki è un comune rurale polacco del distretto di Ostrołęka, nel voivodato della Masovia.
Ricopre una superficie di 195,75 km² e nel 2004 contava 12 000 abitanti.